# Joe Harper (futebolista)
Joe Harper  (11 de janeiro de 1948) é um ex-futebolista escocês.

## Carreira
Joe Harper  competiu na Copa do Mundo FIFA de 1978, sediada na Argentina, na qual a seleção de seu país terminou na 11º colocação dentre os 16 participantes.